# 斯萊特岩
斯萊特岩（英語：Slater Rocks）是南極洲的岩石，位於瑪麗伯德地，處於萊斯特峰以北7公里，屬於科勒嶺的一部分，美國地質調查局根據測量和美國海軍拍攝的空中照片繪入地圖，現時由南極條約體系管理。